# Besano
Besano (Besàan in dialetto varesotto) è un comune italiano di 2 520 abitanti della provincia di Varese in Lombardia.

## Origini del nome
L'origine etimologica del nome non è chiara. Probabilmente deriva da una famosa fiera che qui si svolgeva due volte all'anno e che avrebbe dato di conseguenza al paese il suo nome da Bis in anno .

## Storia

### Simboli
Lo stemma e il gonfalone sono stati concessi con decreto del presidente della Repubblica del 2 ottobre 1995.
Stemma
Gonfalone

## Monumenti e luoghi d'interesse

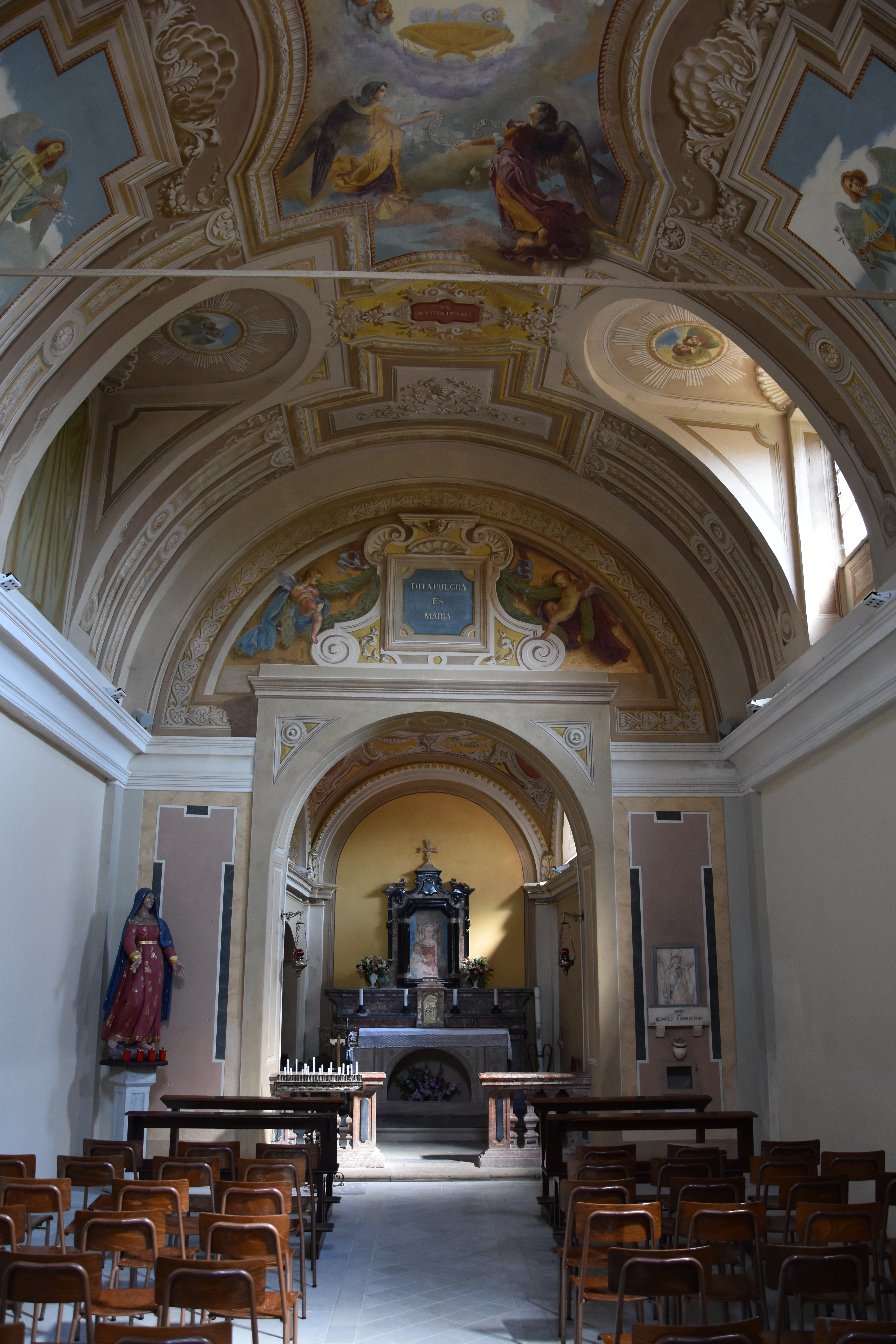
Interno della chiesa sul colle di San Martino

### Architetture religiose

#### Chiesa parrocchiale
La chiesa parrocchiale, dedicata a san Martino di Tours, risale al 1600. Conserva diversi dipinti del 1700 di vari autori tra cui Croce di Varese, i milanesi Valtorta e Maroni e Petrini da Carona.
L'altare maggiore è interamente in marmo e fu scolpito dai viggiutesi Giovanni Rizzi e Giovanni Maria Giudici. Anche la sagrestia ha un notevole pregio essendo stata realizzata ad intaglio dall'eremita Antonio Rigola con la collaborazione del prof. Maria Bernardo del Re di Milano e di Carlo Ortello di Lugano, in stile barocco. Questi stessi artisti realizzarono successivamente il pulpito e i confessionali.

#### Colle di San Martino
Il colle di San Martino domina il paese ed era probabilmente in origine una fortificazione celta trasformata in castrum dopo l'occupazione romana per difendere le vie di passaggio collegate al lago Ceresio.
Su di esso venne edificata una chiesetta dedicata alla Vergine Maria in stile romanico che contiene dipinti seicenteschi e una Madonna col Bambino risalente al 1400. La struttura evidenzia i rifacimenti del 1700. In origine alla chiesa era annesso un monastero censito nel Catasto Teresiano, poi completamente demolito.
Lungo la salita al colle, sono poste quattordici cappelle della Via Crucis ricostruite nel 1988 dal pittore Franco Vasconi.

### Siti paleontologici

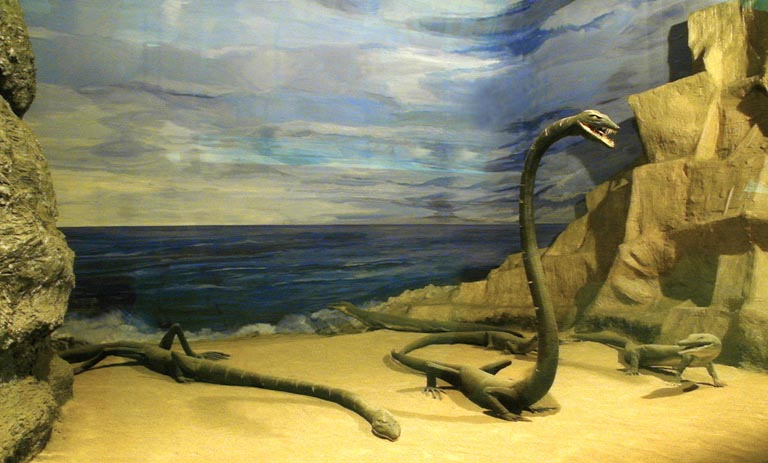
La ricostruzione del mare di Besano, al Museo civico di storia naturale di Milano. Sono visibili due tanistrofei e alcuni askeptosauri.

#### Fossili di Besano
Nel 1993, nel territorio comunale, fu rinvenuto il fossile di un rettile acquatico del Triassico, risalente a circa 235 milioni di anni a cui è stato dato il nome di Besanosauro e che si trova al museo di storia naturale di Milano. Molti altri fossili sono emersi dal giacimento fossilifero di Besano-Monte San Giorgio, conosciuto e apprezzato fin dalla metà dell'Ottocento.
Si tratta di un giacimento posto sul margine meridionale del Lago di Lugano, costituito da scisti bituminosi, che si depositarono lentamente sul fondo di un mare poco profondo (da 30 a 100 metri), verso la metà del Triassico (Anisico - Ladinico). Le condizioni ambientali hanno favorito la fossilizzazione degli animali che, morendo, cadevano sul fondo; sono stati così trovati numerosi fossili ben conservati di rettili marini, di pesci e di altri animali.
In paese esiste un museo dove si possono ammirare molti dei resti fossili ritrovati nel giacimento. Tra gli altri, sono esposti vari esemplari di tanistrofeo (il bizzarro rettile - giraffa), un calco del gigantesco Besanosaurus e la ricostruzione del Saltriovenator, uno dei pochi dinosauri ritrovati in Italia, i cui resti sono stati rinvenuti nel vicino comune di Saltrio.

## Società
Il primo Consiglio comunale fu eletto nel 1831.

### Evoluzione demografica
- 219 nel 1606
- 473 nel 1687
- 492 nel 1751
- 518 nel 1805
- annessione a Bisuschio nel 1809 e a Porto nel 1812
- 945 nel 1853
- 988 nel 1861
- annessione a Porto nel 1928
- 1 137 nel 1961

Abitanti censiti

### Tradizioni e folclore
Vuole un'antica leggenda che la regina Teodolinda, sovrana dei Longobardi, durante un viaggio dalla Baviera a Monza soggiornò in paese, dove fu accolta calorosamente. Prima di partire donò agli abitanti una statuetta in legno raffigurante San Giovanni Battista, ritenuta poi miracolosa dalla popolazione. Da allora e per lunghi secoli folle di pellegrini si accamparono al di fuori della chiesa attendendo di essere miracolati dalla statua. La festa ha continuato a essere celebrata nei secoli ogni 24 giugno.

## Infrastrutture e trasporti
Il territorio comunale è attraversato dalla strada statale 344 di Porto Ceresio e dalla ferrovia Varese-Porto Ceresio, la quale tuttavia non è dotata di stazioni nel territorio comunale. I treni circolanti su questa tratta, tra il 2009 ed il 2018, sono stati soppressi a causa dei lavori di costruzione della nuova ferrovia Mendrisio-Varese e sostituiti con autobus che fermavano, oltre che nei comuni serviti dalle vecchie stazioni della linea, anche a Besano; per tale motivo, in previsione della riapertura della ferrovia, fu valutata la possibilità di costruire una stazione a servizio di Besano, ma il progetto non si realizzò.